# Layout (Web)
Layout (interfejs strony internetowej) – element konstrukcji graficznej, w którym ustala się wygląd (kolorystykę, elementy dekoracyjne, krój czcionki) i rozmieszczenie elementów (treści) na stronie. W fazie projektowej może mieć postać pliku graficznego prezentującego zakładany styl. Layout może zostać wykonany w różnych technologiach (np. SWF, HTML, CSS). Modyfikacja layoutu strony nie implikuje ingerencji w jej treść.
W przypadku wielu popularnych systemów zarządzania treścią layout jest generowany w oparciu o tzw. skórki (ang. themes, skins). Jest to kolekcja plików, zawierających elementy wystroju oraz instrukcje dla systemu odnośnie do ich obróbki i składania. By zmienić wystrój strony, wystarczy zainstalować skórkę i włączyć ją, najczęściej przy pomocy stosownego modułu. Odbywa się to bez ingerencji w kod skórki i systemu, co bardzo ułatwia kontrolowanie interfejsu bez znajomości API systemu i języka programowania. Stopień swobody, z jaką modyfikuje się taki layout, zależy od zastosowanego CMS. Niekiedy, zmiana układu elementów bywa możliwa za pomocą edytorów WYSIWYG. Skórki stworzone z myślą o różnych CMS nie są ze sobą kompatybilne.
Pojęcie layout do projektowania stron  internetowych zostało przejęte z DTP – projektowania i składu publikacji.
W większości przypadków układ graficzny, kolorystyka, a przede wszystkim zastosowanie logotypów powinno być spójne dla wszystkich produktów i form materiałów informacyjnych dotyczących jednej osoby, firmy czy organizacji. Wspólny, łatwo rozpoznawalny i identyfikowany z daną firmą (osobą, organizacją) szablon graficzny umożliwia szybkie i efektywne rozpoznanie przez odbiorcę – konsumenta np. jego firmowej marki, produktu czy strony internetowej